# هاينريش فريدريش ثيودور كولراوش
هاينريش فريدريش ثيودور كولراوش (بالإنجليزية: Friedrich Kohlrausch)‏ (و. 1780 – 1867 م) هو مؤرخ ألماني، توفي في هانوفر، عن عمر يناهز 87 عاماً.

## التعليم
تعلم في جامعة غوتينغن.